# Csorvássy István
Csorvássy István (Szászrégen, 1912. április 2. – Marosvásárhely,  1986. szeptember 7.) erdélyi magyar szobrász, fafaragó művész.

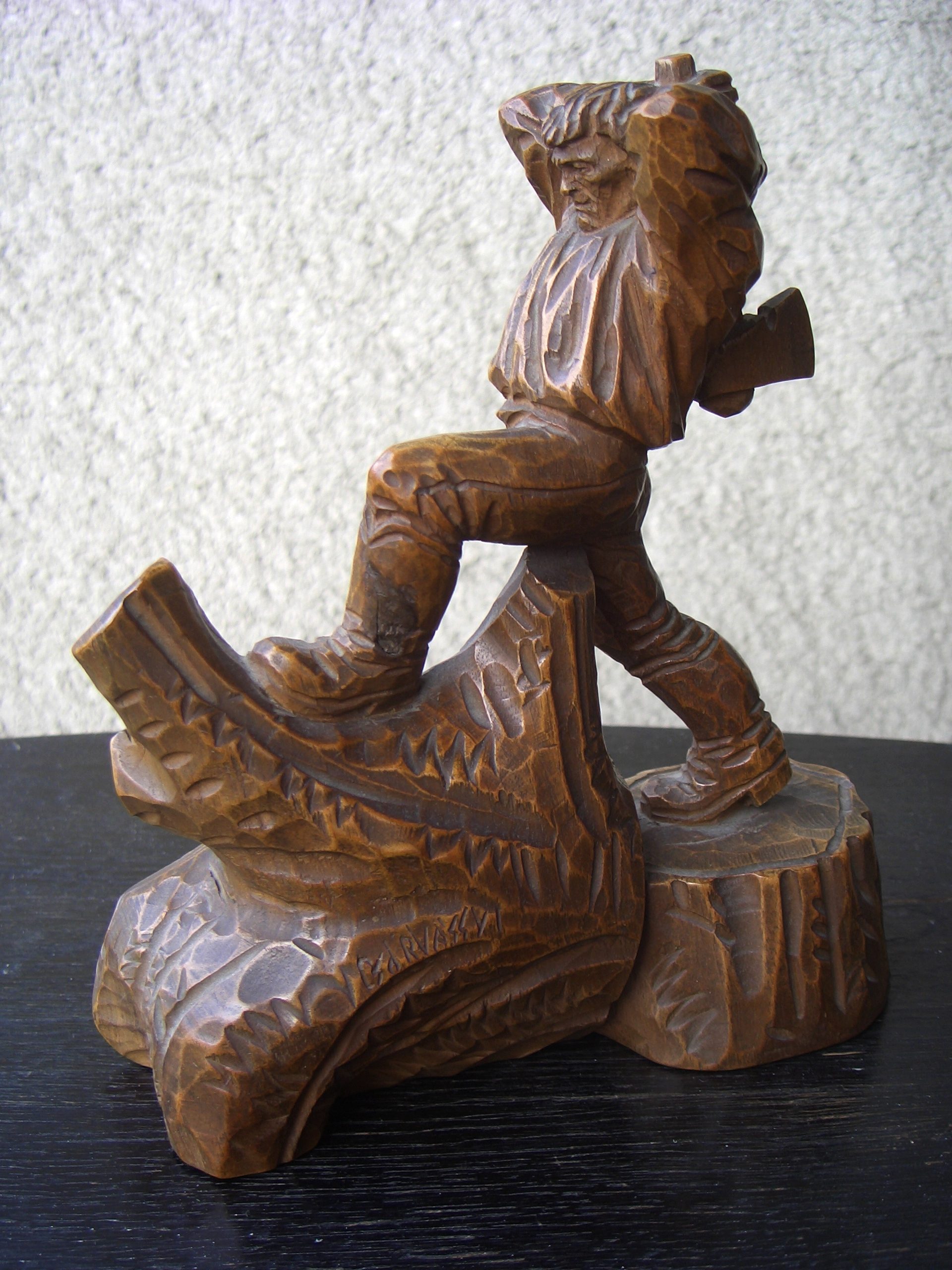
Székely favágó szobra, Csorvássy István faragása (1941-42)

## Élete
Apja Csorvássy Sámuel szászrégeni cipészmester. Anyja Ajtai Gizella. 
Csorvássy István – már a Román Királysághoz csatolt Erdélyben – ipari tanuló lett. Keresztesi Sámuel (1893–1974) tasnádi műhelyében tanulta a fafaragás mesterségére, 1929–30. között a kolozsvári Szépművészeti Iskolában tanult Aurel Ciupe festő (1900–1988) és Romulus Ladea szobrász (1901–1970) tanítványaként. 1931-ben végzett, Marosvásárhelyen telepedett le. Első szobrát is itt állították ki 1931-ben. Ettől kezdve több erdélyi városban kiállításokon mutatta be népi ihletésű, kifejező erejű fafaragásait, realista portréit, több alakos szoborcsoportjait.
Csorvássyt 1940-től bevonták a vajdahunyadi várnak a román kormány megbízásából végzett restaurálási munkálataiba is. 1940–44. között, amikor a második bécsi döntés értelmében Észak-Erdélyt visszacsatolták a Magyar Királysághoz, Csorvássy több megbízást kapott az észak-erdélyi magyar kormánybiztosságtól és a haderőtől, így például a M.Kir. IX. Honvéd Hadtest 1941–42 között Kolozsvárott, az Árpád utcában felépült új parancsnoki épületében a tiszti íróasztalok díszítésére szolgáló kis alakú, székely népi tárgyú faszobrok sorozatát ő készítette. (Az épület a mai Traian utcában áll, 1948-tól a Securitate helyi központja volt, 1990-től különféle állami intézmények, köztük a román nemzetbiztonsági hivatal irodáinak ad otthont).
A második világháború után is Erdélyben maradt, Marosvásárhelyen dolgozott középiskolai tanárként, nyugdíjazásáig. A Román Szocialista Köztársaság kulturális hatóságaitól is rendszeres megbízásokat kapott köztéri szobrok készítésére. Eredeti, erdélyi népi témáitól azonban eltérítették, a dogmatikus kultúrpolitika az 50-es évekre jellemző monumentális, politikai töltetű, patetikus emlékműveket várta el. A tehetséges szobrász ezeket a kompozíciókat is magas művészi színvonalon valósította meg. Munkásságát a román kormány komoly díjakkal méltányolta.
1951-ben megkapta a román állami díjat, Barabás Istvánnal és Gy. Szabó Bélával együtt. 1952-ben készítette el „Koreai partizánok” című nagyméretű faszobrát, ezért a Béke Világtanács nagydíjával tüntették ki.

A két Bolyai szobra Marosvásárhelyen

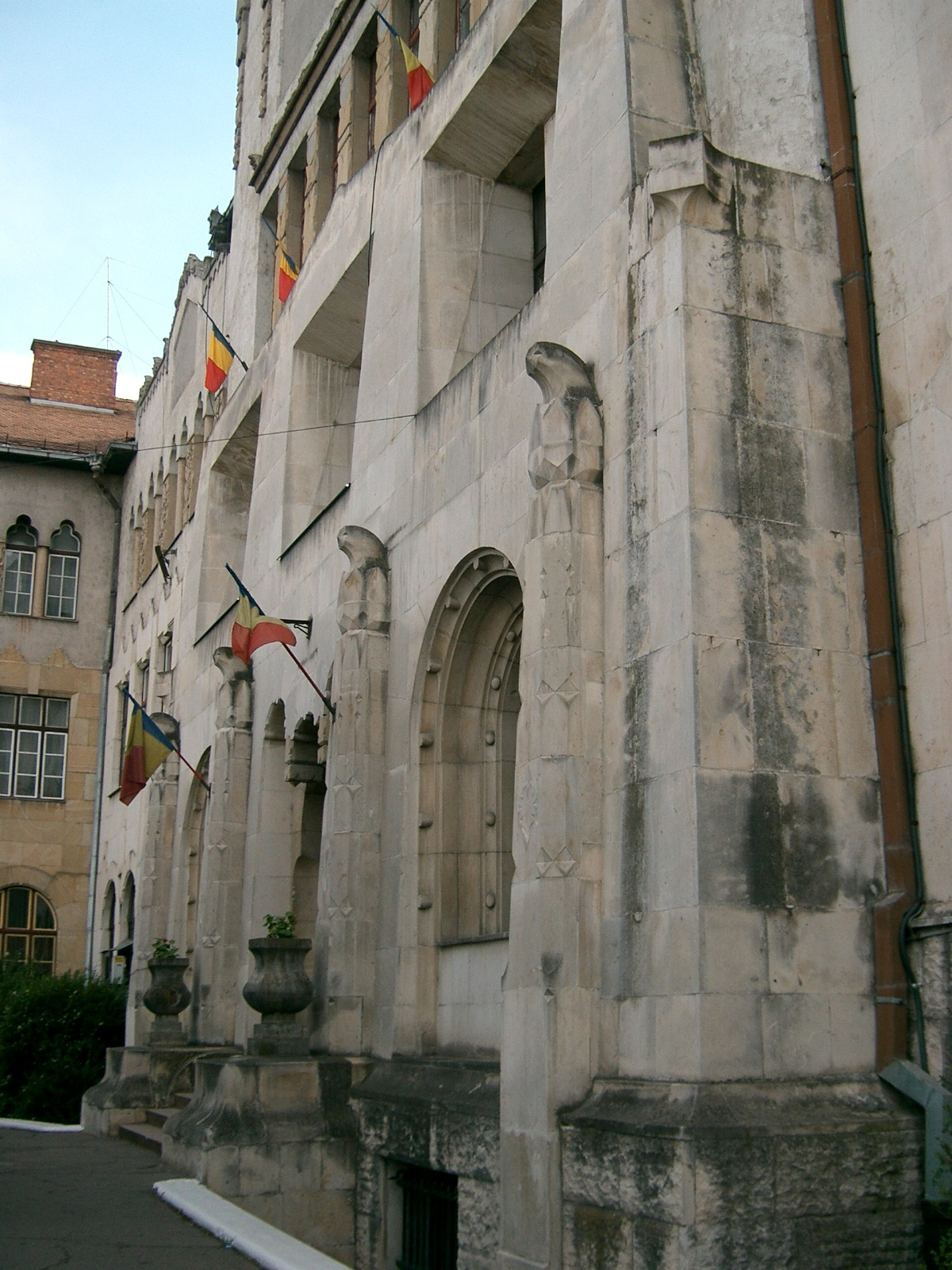
A M.Kir.IX.honvéd hadtestparancsnokság épülete Kolozsvárott

1957-ben a marosvásárhelyi Református Kollégium fennállásának 400 éves évfordulója alkalmával leplezték le Marosvásárhelyen a Bolyaiak szobrát, amelyet a galócási születésű székely szobrásszal, Izsák Mártonnal (1913–2004), a marosvásárhelyi Művészeti Líceum igazgatójával együtt készített. A szobrot a Bolyaiak terén, az iskola előtt állították fel.
Ugyancsak Izsák Mártonnal közösen készítette el az Ismeretlen Katona emlékművét, a második világháborúban a Magyar Királyság elleni hadjáratban (a hivatalos felirat szerint „a fasizmus elleni harcban”) elesett román katonák emlékére. Az emlékművet 1964-ben, Románia átállásának 20. évfordulóján avatták fel Marosvásárhely főterén.
Csorvássy számos változatban örökítette meg Petőfi, Enescu, Ady Endre alakját is. Marosvásárhelyi tanítványai közül többen váltak elismert képzőművészekké, például Csizmadia Attila (* 1933). Nyugdíjasként hunyt el 1986-ban munkásságának színhelyén, Marosvásárhelyen.

## Művei

### Köztéri szobrai
- A két Bolyai szobra (Izsák Mártonnal közösen), 1956–57, Marosvásárhely.
- Román katonaszobor (Izsák Mártonnal közösen), 1964, Marosvásárhely.
- Budai Ilona balladája (sorozat a sepsiszentgyörgyi színház előcsarnokában).

### Dísztárgyak, fafaragások
- A M.Kir. IX. honvéd hadtestparancsnokság irodái számára rendelt kisméretű, asztali faszobrok, 1941–42, Kolozsvár. (Az 1944-es kiürítéskor ezek az alkotások elvesztek, megsemmisültek vagy magántulajdonba kerültek).[3]

## Források

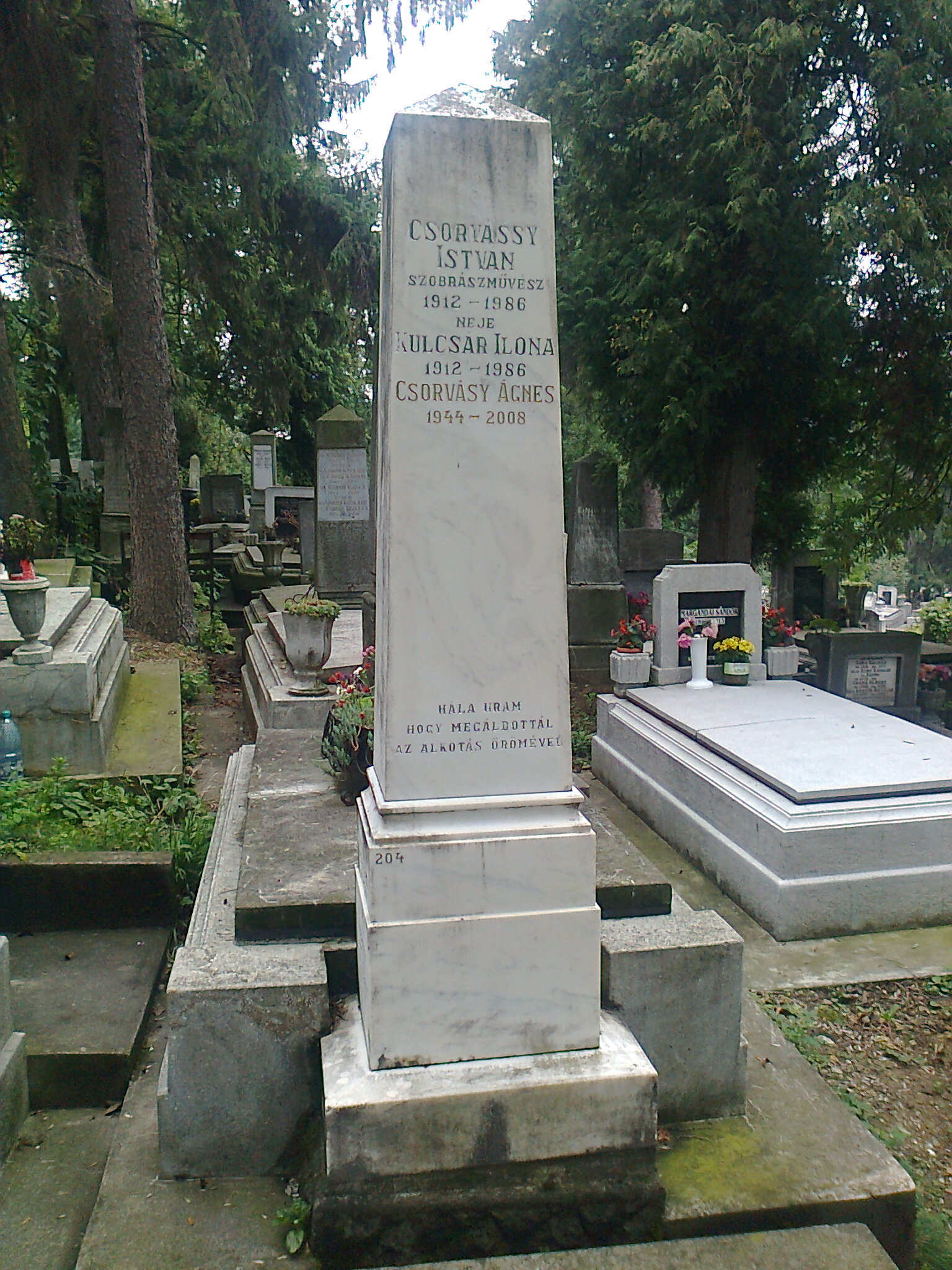
Sírja a marosvásárhelyi református temetőben